# Saluda (Virginia)
Saluda es un lugar designado por el censo situado en el condado de Middlesex, Virginia  (Estados Unidos). Según el censo de 2010 tenía una población de 769 habitantes.

## Demografía
Según el censo de 2010, Saluda tenía una población en la que el 65,3% eran blancos; el 31,7% afroamericanos; el 0,1% eran indios americanos y nativos de Alaska; el 0,3% eran asiáticos; el 0,0% hawaianos y otros isleños del Pacífico; el 0,3% de otra raza, y el 2,3% a partir de dos o más razas. El 2,3% del total de la población eran hispanos o latinos de cualquier raza.